# The Jazz Review
The Jazz Review war eine Jazz-Zeitschrift, die von 1958 bis 1961 in New York City erschien. Sie war und ist noch heute durch die hohe Qualität ihrer Artikel bekannt und in ihr schrieben führende Jazzkritiker und Wissenschaftler. Gründer waren Nat Hentoff (der darin eine Kolumne Jazz in print unter anderem über die Musikindustrie hatte), Martin Williams und Hsio Wen Shih. Ein Kennzeichen war, dass darin Musiker Platten anderer Musiker rezensierten. Neben Jazz wurde auch der Blues behandelt.
Autoren waren unter anderem (neben Hentoff und Williams) Joachim Ernst Berendt, Gunther Schuller, André Hodeir, Stanley Dance, Frank Driggs, Studs Terkel, Quincy Jones, Cannonball Adderley, Louis Armstrong, Max Harrison, Richard Hadlock, Bob Reisner, und es gab Interviews zum Beispiel mit James P. Johnson, Buddy Tate, Buster Smith, Jimmy Giuffre, Eddie Barefield und Walter Page (gleich im ersten Heft).
Es erschienen Band 1, Nr. 1,2 (November und Dezember 1958), Band 2 (1959, Nr. 1–11), Band 3 (1960, Nr. 1–9), Band 4, 1961, Nr. 1 (Januar).